# El Ajedrecista

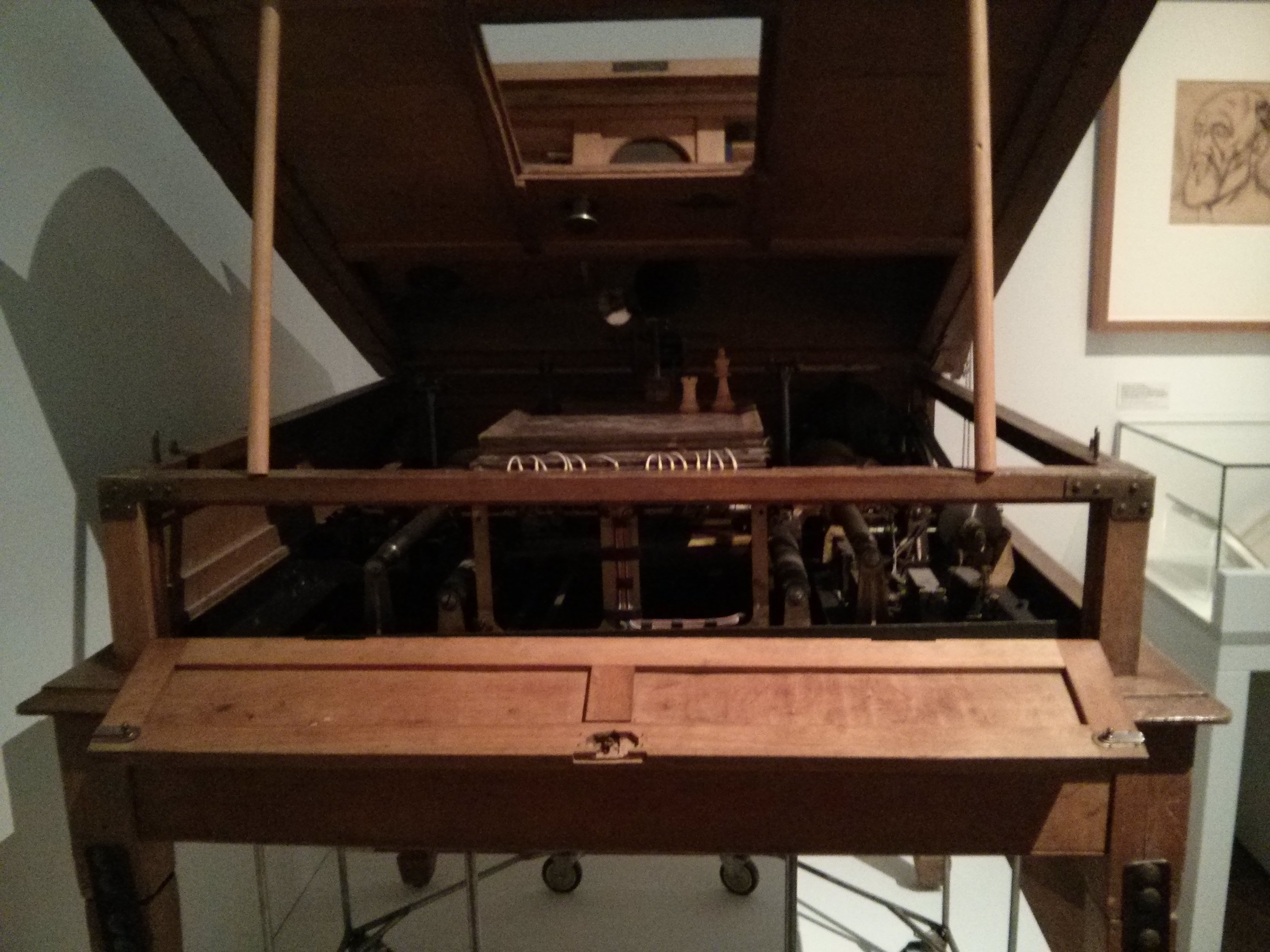
El Ajedrecista

El Ajedrecista (Spaans voor De Schaakspeler) is een schaakmachine die in 1912 werd gebouwd door de Spaanse ingenieur en wiskundige Leonardo Torres y Quevedo. In 1920 bracht hij een verbeterde versie uit. De automaat wordt beschouwd als de eerste echte schaakmachine.
Deze machine kon alleen het eindspel van koning en toren tegen koning alleen spelen (K+T tegen K).
In 1960 werd hij voor de eerste keer tijdens de Olympiade te Leipzig getoond. Ook trok hij veel belangstelling tijdens het "International Congress of Cybernetics" in Parijs.